# Sebastiano di Borbone-Spagna
Sebastiano di Borbone-Spagna, Infante di Spagna e Portogallo (Rio de Janeiro, 4 novembre 1811 – Pau, 14 febbraio 1875), fu un generale nella prima guerra carlista e progenitore delle linee ducali di Hernani, Ansola, Durcal e Marchena dei Borbone-Spagna.
Era l'unico figlio dell'Infanta Maria Teresa di Braganza, principessa di Beira, e dell'infante Pietro Carlo di Spagna, che morì pochi mesi dopo la sua nascita. La madre era la prima figlia di Giovanni VI di Portogallo -allora reggente per la madre Maria I di Portogallo, malata di mente- mentre il padre era figlio di Gabriele di Borbone-Spagna, ultimogenito di Carlo III di Spagna. Quarto in linea di successione al momento della nascita, gli fu garantito il titolo di Infante di Portogallo, a cui si aggiunse quello di Infante di Spagna nel 1824, garantitogli da Ferdinando VII di Spagna, suo prozio.

## Guerra Civile
In Portogallo divampava la guerra civile (dal 1826 al 1834), tra il re Michele del Portogallo e suo fratello maggiore Pietro IV del Portogallo, entrambi fratelli minori della madre di Sebastiano, che nel 1838 risposò il proprio cognato (vedovo della sorella minore Maria Francesca di Braganza, Carlo Maria Isidoro di Borbone-Spagna, conte di Molina, il primo pretendente del carlismo in Spagna. Maria Teresa, reazionaria, fu immediatamente sostenitrice dei Carlisti fin dall'inizio della disputa sulla successione nel 1833 e passò molto tempo nel loro quartier generale, nel nord della Spagna del Nord. Sebastiano partecipò al secondo assedio di Bilbao e divenne comandante dell'Armata Carlista del Nord dal 30 dicembre 1836. Vinse la battaglia di Oriamendi (16 marzo 1837) contro la Legione Britannica guidata da George de Lacy Evans. Poi guidò la fallita Spedizione Reale contro Madrid e fu costretto a ritirarsi al nord verso la fine del 1837.

## Situazione dinastica e famiglia
Il 15 gennaio 1837, nel mezzo della prima guerra carlista, il ventitreenne Sebastiano fu escluso, da una legge delle Cortes ratificata dal regio decreto della Reggente Maria Cristina di Borbone-Due Sicilie, dalla successione spagnola per la sua ribellione contro Isabella II di Spagna, e venne privato dei titoli e dello status di membro della Casa Reale. Questi provvedimenti ebbero valore anche per Michele I, per sua sorella Maria Teresa, per Don Carlos e i figli avuti dalla prima moglie. Solo nel 1859 Sebastiano fu reintegrato nei suoi titoli spagnoli in occasione del suo secondo matrimonio, quando tornò in patria da Napoli, dove aveva vissuto fin dalla fine della guerra nel 1839.
Dapprima Sebastiano sposò la cugina Maria Amalia (1818-1857) figlia di Francesco I delle Due Sicilie e della sua seconda moglie Maria Isabella ma il matrimonio, che durò vent'anni, rimase senza figli. Rimasto vedovo all'età di 50 anni, si risposò il 19 novembre 1860 con la nipote l'Infanta Maria Cristina di Spagna, molto più giovane. Ebbero tre figli:
- Francesco, duca di Marchena (Madrid, 1861 - Neuilly-sur-Seine, 1923) sposò Maria del Pilar de Muguiro y Beruete, duchessa di Villafranca.
- Pietro d'Alcántara, Duca di Dúrcal (Madrid, 1862 - Parigi, 1892) sposò Maria de la Caridad de Madan y Uriondo.
- Luíz, duca di Ansola (Madrid, 1864 - Algier, 1889), sposò Maria Anna Bernaldo de Quiros, marchesa di Atarfe.
- Alfonso (Madrid, 1866 - Madrid, 1934).
- Gabriel (Pau, 1869 - Madrid, 1889).

L'ultimo capo di uno di questi rami, il duca di Hernani, adottò negli anni settanta una lontana nipote, l'Infanta Margherita di Borbone-Spagna, duchessa di Soria, che divenne così la successiva duchessa di Hernani. Dopo la rivoluzione spagnola del 1868 che depose Isabella II, Sebastiano si ritirò a Pau dove invano tentò di riconciliare il ramo isabellista e carlista dei Borbone-Spagna, senza successo.

## Ascendenza
|                                          |                                      |                                      | Genitori                                       |  |  | Nonni |  |  | Bisnonni               |  |  | Trisnonni               |  |
|                                          |                                      |                                      |                                                |  |  |       |  |  | 8. Carlo III di Spagna |  |  | 16. Filippo V di Spagna |  |
|                                          |                                      |                                      |                                                |  |  |       |  |  | 8. Carlo III di Spagna |  |  | 16. Filippo V di Spagna |  |
|                                          |                                      | 17. Elisabetta Farnese               |                                                |  |  |       |  |  | 8. Carlo III di Spagna |  |  |                         |  |
| 4. Gabriele di Borbone-Spagna            |                                      |                                      |                                                |  |  |       |  |  | 8. Carlo III di Spagna |  |  |                         |  |
|                                          |                                      | 9. Maria Amalia di Sassonia          | 18. Augusto III di Polonia                     |  |  |       |  |  |                        |  |  |                         |  |
|                                          |                                      | 9. Maria Amalia di Sassonia          | 18. Augusto III di Polonia                     |  |  |       |  |  |                        |  |  |                         |  |
|                                          |                                      | 9. Maria Amalia di Sassonia          | 19. Maria Giuseppa d'Austria                   |  |  |       |  |  |                        |  |  |                         |  |
| 2. Pietro Carlo di Borbone-Spagna        |                                      | 9. Maria Amalia di Sassonia          |                                                |  |  |       |  |  |                        |  |  |                         |  |
|                                          |                                      | 10. Pietro III del Portogallo        | 20. Giovanni V del Portogallo                  |  |  |       |  |  |                        |  |  |                         |  |
|                                          |                                      | 10. Pietro III del Portogallo        | 20. Giovanni V del Portogallo                  |  |  |       |  |  |                        |  |  |                         |  |
|                                          |                                      | 10. Pietro III del Portogallo        | 21. Maria Anna d'Asburgo                       |  |  |       |  |  |                        |  |  |                         |  |
| 5. Maria Anna Vittoria di Braganza       |                                      | 10. Pietro III del Portogallo        |                                                |  |  |       |  |  |                        |  |  |                         |  |
|                                          |                                      | 11. Maria I del Portogallo           | 22. Giuseppe I del Portogallo                  |  |  |       |  |  |                        |  |  |                         |  |
|                                          |                                      | 11. Maria I del Portogallo           | 22. Giuseppe I del Portogallo                  |  |  |       |  |  |                        |  |  |                         |  |
|                                          |                                      | 11. Maria I del Portogallo           | 23. Marianna Vittoria di Borbone-Spagna        |  |  |       |  |  |                        |  |  |                         |  |
| 1. Sebastiano di Borbone-Spagna          |                                      | 11. Maria I del Portogallo           |                                                |  |  |       |  |  |                        |  |  |                         |  |
|                                          | 12. Pietro III del Portogallo (= 10) | 24. Giovanni V del Portogallo (= 20) |                                                |  |  |       |  |  |                        |  |  |                         |  |
|                                          | 12. Pietro III del Portogallo (= 10) | 24. Giovanni V del Portogallo (= 20) |                                                |  |  |       |  |  |                        |  |  |                         |  |
|                                          | 12. Pietro III del Portogallo (= 10) | 25. Maria Anna d'Asburgo (= 21)      |                                                |  |  |       |  |  |                        |  |  |                         |  |
| 6. Giovanni VI del Portogallo            | 12. Pietro III del Portogallo (= 10) |                                      |                                                |  |  |       |  |  |                        |  |  |                         |  |
|                                          |                                      | 13. Maria I del Portogallo (= 11)    | 26. Giuseppe I del Portogallo (= 22)           |  |  |       |  |  |                        |  |  |                         |  |
|                                          |                                      | 13. Maria I del Portogallo (= 11)    | 26. Giuseppe I del Portogallo (= 22)           |  |  |       |  |  |                        |  |  |                         |  |
|                                          |                                      | 13. Maria I del Portogallo (= 11)    | 27. Marianna Vittoria di Borbone-Spagna (= 23) |  |  |       |  |  |                        |  |  |                         |  |
| 3. Maria Teresa di Braganza              |                                      | 13. Maria I del Portogallo (= 11)    |                                                |  |  |       |  |  |                        |  |  |                         |  |
|                                          |                                      | 14. Carlo IV di Spagna               | 28. Carlo III di Spagna (= 8)                  |  |  |       |  |  |                        |  |  |                         |  |
|                                          |                                      | 14. Carlo IV di Spagna               | 28. Carlo III di Spagna (= 8)                  |  |  |       |  |  |                        |  |  |                         |  |
|                                          |                                      | 14. Carlo IV di Spagna               | 29. Maria Amalia di Sassonia (= 9)             |  |  |       |  |  |                        |  |  |                         |  |
| 7. Carlotta Gioacchina di Borbone-Spagna |                                      | 14. Carlo IV di Spagna               |                                                |  |  |       |  |  |                        |  |  |                         |  |
|                                          |                                      | 15. Maria Luisa di Borbone-Parma     | 30. Filippo I di Parma                         |  |  |       |  |  |                        |  |  |                         |  |
|                                          |                                      | 15. Maria Luisa di Borbone-Parma     | 30. Filippo I di Parma                         |  |  |       |  |  |                        |  |  |                         |  |
|                                          |                                      | 15. Maria Luisa di Borbone-Parma     | 31. Luisa Elisabetta di Borbone-Francia        |  |  |       |  |  |                        |  |  |                         |  |
|                                          |                                      | 15. Maria Luisa di Borbone-Parma     |                                                |  |  |       |  |  |                        |  |  |                         |  |